# 川口市立県陽高等学校
川口市立県陽高等学校（かわぐちしりつけんようこうとうがっこう）は、かつて埼玉県川口市並木にあった男女共学の高等学校。通称は県陽（けんよう）。

## 沿革
- 1942年（昭和17年） - 埼玉県川口実科工業学校開校。
- 1946年（昭和21年） - 埼玉県川口市立工業学校と改称
- 1948年（昭和23年） - 埼玉県川口市立青木高等学校と改称。
- 1965年（昭和40年） - 川口市立県陽高等学校と改称。
- 1973年（昭和48年） - 全日制開校。
- 1992年（平成4年） - 外国語コース開設される。
- 2003年（平成15年） - 外国語コースを国際コミュニケーションコースへ名称変更。
- 2005年（平成17年） - 国際コミュニケーションコース募集停止。
- 2012年（平成24年） - 少子化による生徒減に対応するため、川口市立川口高等学校・川口市立県陽高等学校・川口市立川口総合高等学校の三校を統合し、新たに一校を開校する「新校基本計画」が川口市より発表された[1]。
- 2018年（平成30年） - 同年4月の川口市立高等学校開校に伴い、同年3月閉校。在学生は川口市立高等学校に転籍。

## 部活動
- 全日制運動部

サッカー部、新体操部、卓球部、テニス部、バスケットボール部、バレーボール部、バドミントン部
- 全日制文化部

英語部、演劇部、音楽部、茶道部、自然科学部、写真部、書道部、美術部、軽音楽部、生活部
- 定時制運動部

バレーボール部、バスケットボール部、ソフトテニス部、卓球部、バドミントン部、軟式野球部、サッカー部
- 定時制文化部

なし

## 著名な出身者
- 七瀬なつみ（女優）
- 小森美樹（女優・元新体操選手）
- 美郷あき（歌手）
- 飯作あゆり（パフォーマー・元新体操選手）
- 寄特直人（サッカー選手）
- 関根貴大（サッカー選手）

## 交通
- JR京浜東北線西川口駅東口より徒歩10分
- JR京浜東北線川口駅東口より徒歩20分

## 閉校後
- 閉校後の跡地を利用して旧校舎の改装工事が行われ、埼玉県内初の夜間中学「川口市立芝西中学校陽春分校」の校舎として2019年（平成31年）4月の開校から2年間利用される[注釈 1]予定。